# Bayac
Bayac (trong tiếng Occitan Baiac) là một xã của Pháp, nằm ở tỉnh Dordogne trong vùng Aquitaine của Pháp. Xã này có diện tích 10,23 km2, dân số năm 2004 là 367 người. Xã Bayac nằm ở khu vực có độ cao trung bình 53 m trên mực nước biển.

## Thông tin nhân khẩu
| Năm    | 1962 | 1968 | 1975 | 1982 | 1990 | 1999 | 2004 |
| ------ | ---- | ---- | ---- | ---- | ---- | ---- | ---- |
| Dân số | 401  | 348  | 308  | 304  | 328  | 326  | 367  |